# یواس‌اس راک‌پورت (اس‌پی-۷۳۸)
یواس‌اس راک‌پورت (اس‌پی-۷۳۸) (به انگلیسی: USS Rockport (SP-738)) یک کشتی بود که طول آن ۱۲۴ فوت ۷ اینچ (۳۷٫۹۷ متر) بود. این کشتی در سال ۱۹۱۷ ساخته شد.